# Lepidopilum integrifolium
Lepidopilum integrifolium là một loài rêu trong họ Daltoniaceae. Loài này được Broth. mô tả khoa học lần đầu tiên vào năm 1903.